# Thamaraikulam
Thamaraikulam (o Tamarakulam) è una suddivisione dell'India, classificata come town panchayat, di 10.264 abitanti, situata nel distretto di Theni, nello stato federato del Tamil Nadu. In base al numero di abitanti la città rientra nella classe IV (da 10.000 a 19.999 persone).

## Geografia fisica
La città è situata a 10° 07' 00 N e 77° 33' 11 E.

## Società

### Evoluzione demografica
Al censimento del 2001 la popolazione di Thamaraikulam assommava a 10.264 persone, delle quali 5.230 maschi e 5.034 femmine. I bambini di età inferiore o uguale ai sei anni assommavano a 1.384, dei quali 731 maschi e 653 femmine. Infine, coloro che erano in grado di saper almeno leggere e scrivere erano 6.771, dei quali 3.818 maschi e 2.953 femmine.